# ダニエル・マンデル
ダニエル・マンデル（Daniel Mandell, 1895年8月13日 - 1987年6月8日）は、アメリカ合衆国の編集技師である。1922年から1966年まで、70作品以上にクレジットされている。

## 特色・経歴
ウィリアム・ワイラー、ビリー・ワイルダー監督とのコラボレーションが多い。
アカデミー編集賞には、『打撃王』（1942年）、『我等の生涯の最良の年』（1946年）、『アパートの鍵貸します』（1960年）の3回受賞した。これは、ラルフ・ドーソン、マイケル・カーン、セルマ・スクーンメイカーと並んで最多記録である。この他、『偽りの花園』（1941年）、『情婦』（1957年）でもノミネートされている。

## 受賞歴

### アカデミー賞
受賞
1943年 アカデミー編集賞:『打撃王』
1947年 アカデミー編集賞:『我等の生涯の最良の年』
1961年 アカデミー編集賞:『アパートの鍵貸します』
ノミネート
1942年 アカデミー編集賞:『偽りの花園』
1958年 アカデミー編集賞:『情婦』